# Reidar Sundby
Reidar Sundby (ur. 17 października 1926, zm. 27 października 2014) – norweski piłkarz występujący na pozycji napastnika. Ojciec innego piłkarza, Toma Sundby.

## Kariera klubowa
Sundby karierę rozpoczynał amatorskim SK Stag. W 1953 roku przeszedł do pierwszoligowego Larviku Turn. W sezonach 1954/1955 oraz 1955/1956 zdobył z nim mistrzostwo Norwegii, a trzech kolejnych sezonach, wicemistrzostwo Norwegii. W sezonie 1958/1959 z 13 bramkami na koncie został też królem strzelców pierwszej ligi norweskiej. W 1962 roku zakończył karierę.

## Kariera reprezentacyjna
W reprezentacji Norwegii Sundby zadebiutował 19 września 1954 w zremisowanym 1:1 meczu Mistrzostw Nordyckich ze Szwecją, w którym strzelił także gola. Było to jednocześnie jedyne spotkanie rozegrane przez niego w drużynie narodowej.